# 在日エクアドル人
在日エクアドル人（ざいにちエクアドルじん）は、日本に一定期間在住するエクアドル国籍の人々である。

## 統計
日本の法務省の在留外国人統計によると、2022年6月末時点で在日エクアドル人は252人である。
在留資格別（3位まで）
| 順位 | 在留資格         | 人数 |
| ---- | ---------------- | ---- |
| 1    | 永住者           | 110  |
| 2    | 留学             | 38   |
| 3    | 日本人の配偶者等 | 32   |

都道府県別（3位まで）
| 順位 | 都道府県 | 人数 |
| ---- | -------- | ---- |
| 1    | 東京     | 53   |
| 2    | 神奈川   | 43   |
| 3    | 愛知     | 23   |